# Marek Niemiec
Marek Niemiec (ur. 1947) – polski koszykarz, występujący na pozycji obrońcy, dwukrotny medalista mistrzostw Polski.

## Osiągnięcia
Drużynowe
- Brązowy medalista Polski (1979, 1980)